# Eddelstorf
Eddelstorf im Landkreis Uelzen in Niedersachsen ist ein Ort mit 381 Einwohnern (Stand: 31. Dezember 2003) in der Gemeinde Altenmedingen in der Lüneburger Heide. Er gehört zur Samtgemeinde Bevensen-Ebstorf.

## Geschichte
Der Name des Dorfes ist vermutlich auf einen altdeutschen Personennamen, Ethil, zurückzuführen. So wandelte sich die Bezeichnung des Ortes im Laufe der Zeit von Ethilsdorp in Eddelstorf.
Eddelstorf wurde 1240 erstmals urkundlich erwähnt, als der Zehnte des Dorfes von Gebhard von Meding dem Kloster in Medingen geschenkt wurde. Das Kloster kaufte dann von den Edelleuten Thune zwei Höfe des Dorfes. 1296 gingen noch weitere fünf Höfe in den Besitz des Klosters über.
Der Ort war ursprünglich als Rundling angelegt. Der Dorfplatz, oft durch einen mächtigen Lindenbaum geziert, befand sich etwa dort, wo die Häuslingswohnungen des Königsschen und Scharnhopschen Hofes stehen. Um 1760 lagen links des Dorfkrugs in den Wiesen noch drei Hofstellen, deren Gebäude teilweise erst in neuerer Zeit abgebrochen wurden. Hauptsächlich war es die Feuchtigkeit dieses Geländes, die die Bauern dazu veranlasste von hier fort zu gehen. Der zunehmende Hackfruchtanbau machte auch größere Kelleranlagen erforderlich. Diese konnte man in den Wiesen infolge der Nässe nicht einrichten.
Alle Hofstellen waren damals durch Steinmauern eingefasst, ebenso die Hausgärten, die zum Teil links der Straße lagen. Diese Steine wurden vorwiegend aus den zahlreichen Hünengräbern, die damals vor allen Dingen westlich des Dorfes in dem Mohrmannschen Forst am Reisenmoor, im Kumlosen usw. in Richtung Aljarn lagen, ins Dorf geholt. Dabei wurden jedoch diese Zeugen der Vorzeit zerstört. Bei der „Topographischen Landesaufnahme“ der Königlich-Hannoverschen Regierung aus den Jahren 1764–1786 entstand die erste Karte vom Eddelstorf.
Die Besitzverhältnisse betreffs der Ländereien, die zu den einzelnen Häfen gehörten, haben sich im Laufe der Zeit gewandelt. Um 1950 kaufte der Ökonom Behrens zunächst den Schierwaterschen Hof, heute Nr. 8, und dann den einen Baumgartenschen Hof auf. Da Behrens in der Hauptsache Theoretiker war, ging sein Unternehmen in die Brüche und sein Besitz wurde wieder aufgeteilt.
Am 1. Juli 1972 wurde Eddelstorf in die Gemeinde Altenmedingen eingegliedert.
In der zweiten Hälfte des 20. Jahrhunderts stellten mehrere Handwerksbetriebe ihre Tätigkeit ein. Dazu gehörten zwei Schneidereien, ein Schuhmacher, die Tischlerei Meywerk, Stellmacherei Walter Schulz und ein Lebensmittelladen. Die Ziegelei wurde 1969 stillgelegt und die Bäckerei stellte 1970 den Betrieb ein. Die Mühle steht seit 1961 still und in der Schmiede wird seit 1980 nicht mehr gearbeitet. Arbeitsplätze am Ort wurden Mangelware und der größte Teil der im Ort wohnenden Arbeitnehmer sind heute Pendler, die ihre Arbeitsplätze in den umliegenden Städten und Gemeinden haben. Lediglich ein paar landwirtschaftliche und Handwerksbetriebe sind erhalten geblieben.
Eddelstorf gehörte in seiner Entwicklung verschiedenen Herzogtümern, Königreichen und Staaten an. Diese Tabelle gibt eine kurze Übersicht:
| Zeitraum      | 1235–1269                       | 1269–1705           | 1705–1814                           | 1814–1866           | 1866–1871          | 1871–1945       | 1945–1949                               | seit 1949                  |
| Zugehörigkeit | Herzogtum Braunschweig-Lüneburg | Fürstentum Lüneburg | Kurfürstentum Braunschweig-Lüneburg | Königreich Hannover | Königreich Preußen | Deutsches Reich | Britische Besatzungszone (Nordwestzone) | Bundesrepublik Deutschland |

Heute wird der Platz um den Dorfkrug bzw. um das Feuerwehrhaus als die Mitte des Dorfes Eddelstorf angesehen.
Die Vereine des Dorfes sind der SV Eddelstorf (SVE), SC Eddelstorf (SCE) und die Freiwillige Feuerwehr Eddelstorf.